# カラーコメンテーター
カラーコメンテーター（英語：color commentator）とは、スポーツ中継番組において、プレーごとの実況担当とは別に、主にプレーが進行していないときに解説を担当するスポーツ解説者のことである。カラーキャスター（colorcaster）とも呼ばれる。
「カラーコメンテーター」という語は主にアメリカ英語で使用される。他の地域では、サマライザー（summariser）、アナリスト（analyst）などと呼ばれる。
「カラー」という語には、「詳細」「表現の豊かさ」「鮮やかな特質」などの意味がある。

## 役割
カラーコメンテーターには専門家としての分析および背景情報の提供が求められるため、そのスポーツの元選手やコーチであることがほとんどである。エピソード、統計、自分の経験談や、選手、コーチ、有名人へのインタビューなどで番組を盛り上げる。
プレーが行われていないときには、カラーコメンテーターとメイン実況は自由にコメントを行う。

### 米国とカナダ
実況担当とカラーコメンテーターでスポーツ中継が行われる。
2010年代には、ナショナルフットボールリーグの放送で、審判の判定について意見や洞察を提供する「ルールアナリスト」採用された。通常、ルールアナリストは元審判員である。他のスポーツでも、同様にルールアナリストを採用するケースが増えている。

### イギリス
イギリスでは、「カラーコメンテーター」という語は用いられないが、これに相当する役割は存在し、「サマライザー」「アナリスト」「パンディット（pundit）」、あるいは「コ・コメンテーター（cocommentator）」などと呼ばれる。

### 日本
単に「解説者」と呼ばれている。